# Теюш
Теюш (рум. Teiuș) — місто у повіті Алба в Румунії. Адміністративно місту підпорядковані такі села (дані про населення за 2002 рік):
- Белдіу (258 осіб)
- Кепуд (352 особи)
- Кошларіу-Ноу (94 особи)
- Пецелка (202 особи)

Місто розташоване на відстані 272 км на північний захід від Бухареста, 15 км на північний схід від Алба-Юлії, 64 км на південь від Клуж-Напоки.

## Населення
За даними перепису населення 2002 року у місті проживали 7284 особи.
Національний склад населення міста:
| Національність | Кількість осіб | Відсоток |
| -------------- | -------------- | -------- |
| румуни         | 6297           | 86,4 %   |
| цигани         | 567            | 7,8 %    |
| угорці         | 414            | 5,7 %    |
| німці          | 5              | 0,1 %    |
| чехи           | 1              | < 0,1 %  |

Рідною мовою назвали:
| Мова      | Кількість осіб | Відсоток |
| --------- | -------------- | -------- |
| румунська | 6483           | 89,0 %   |
| циганська | 417            | 5,7 %    |
| угорська  | 381            | 5,2 %    |
| німецька  | 2              | < 0,1 %  |
| чеська    | 1              | < 0,1 %  |

Склад населення міста за віросповіданням:
| Релігія                                       | Кількість осіб | Відсоток |
| --------------------------------------------- | -------------- | -------- |
| православні                                   | 5601           | 76,9 %   |
| греко-католики                                | 1129           | 15,5 %   |
| реформати                                     | 327            | 4,5 %    |
| римо-католики                                 | 77             | 1,1 %    |
| баптисти                                      | 42             | 0,6 %    |
| адвентисти                                    | 19             | 0,3 %    |
| п'ятдесятники                                 | 14             | 0,2 %    |
| старообрядці                                  | 13             | 0,2 %    |
| бретрени                                      | 5              | 0,1 %    |
| унітарії                                      | 4              | 0,1 %    |
| лютерани (Синодально-пресвітеріанська церква) | 3              | < 0,1 %  |
| не релігійні                                  | 2              | < 0,1 %  |
| лютерани (Аугсбурзького сповідання)           | 1              | < 0,1 %  |
| атеїсти                                       | 1              | < 0,1 %  |
| не вказали релігію                            | 2              | < 0,1 %  |